# Ruta 18 (Uruguai)
A Ruta 18 é uma rodovia do Uruguai que liga a cidade de Treinta y Tres a uma localidade próxima de Río Branco, na fronteira com o Brasil. O trecho de ligação, que vai da Ruta 17 à cidade de Vergara, foi nomeado Ricardo Ferrés, pela lei 16448, de 15 de dezembro de 1993.

## Traçado
Esta estrada possui uma longitude de 103 km numerados do 300 ao 403. O começo do trajeto se da a 10 km ao noroeste de Treinta y Tres, na Ruta 17, e finaliza na Ruta 26, a 7 km ao noroeste da cidade de Río Branco. A orografia e o tipo de solo da região por onde passa o traçado desta estrada, são propícios para o cultivo de arroz. Sendo assim, os arrozais são paisagens características da rota.
Detalhe do percurso, segundo quilometragem:
- km 300.000: extremo sudoeste, junção com a Ruta 17.
  - Oeste: a Treinta y Tres e Ruta 8.
  - Leste: a La Charqueada.
- km 319.000: acesso a Mendizábal.
- km 340.500: acesso sul a Vergara.
- km 342.000: acesso principal a Vergara.
- km 342.600: arroio Parao.
- km 345.500: acesso norte a Vergara, e junção com a Ruta 91 a La Charqueada.
- km 358.000: Rincón.
- km 370.100: rio Tacuarí.
- km 371.500: acesso sul a Plácido Rosas.
- km 373.500: acesso norte Plácido Rosas.

+ km 391.500: acesso a Getulio Vargas.
- km 403.000: extremo noroeste, junção com a Ruta 26.
  - Noroeste: a Melo
  - Sudeste: a Río Branco, fronteira com o  Brasil e conexão com a BR-116.